# Sihelne
Sihelne (słow. Sihelné) – wieś (obec) w północnej Słowacji, w powiecie Namiestów, w kraju żylińskim. Została założona w 1629 roku.

## Kultura
We wsi jest używana gwara orawska, zaliczana przez polskich językoznawców jako gwara dialektu małopolskiego języka polskiego, przez słowackich zaś jako gwara przejściowa polsko-słowacka.